# Sulco nasolabial

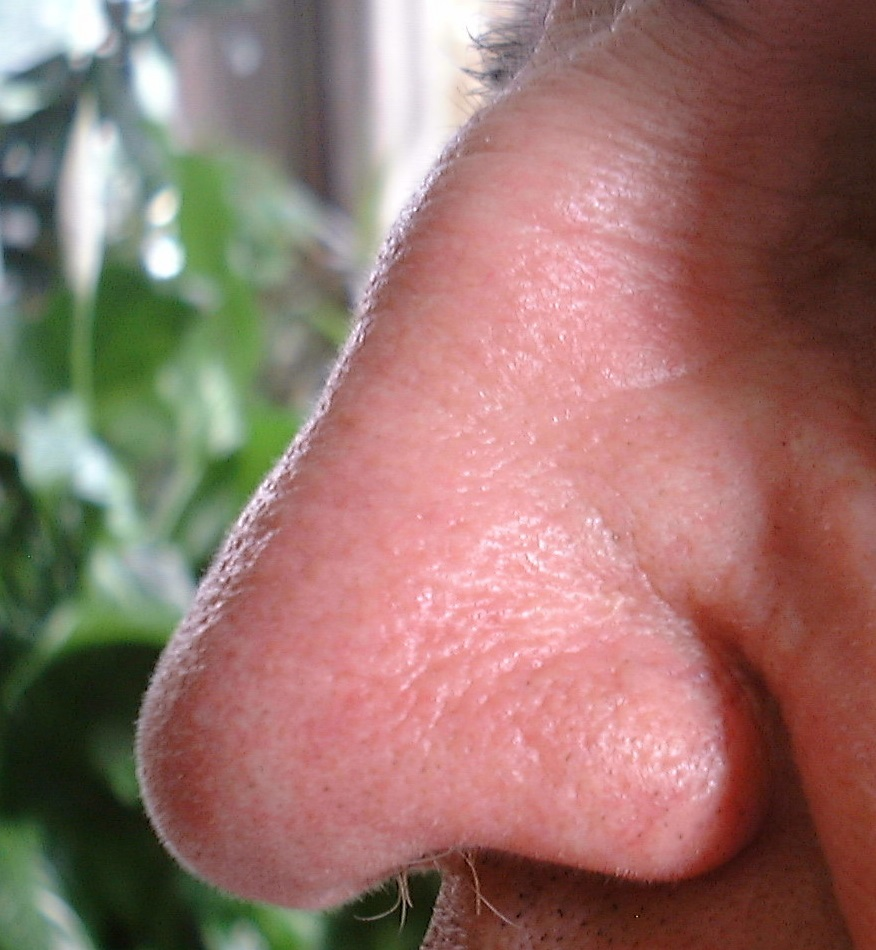
Pessoa com sulco nasolabial acentuado (vísivel parcialmente no canto inferior direito da figura)

Os sulcos nasolabiais são duas dobras de pele, uma de cada lado do rosto, que correm desde a lateral do nariz até os cantos da boca. Eles separam as bochechas do lábio superior.

## Aspectos cosméticos
Com o envelhecimento o sulco pode se tornar mais pronunciado e se tornar cosmeticamente não desejável. Existem diversos tratamentos cosméticos que reduzem este sulco, fazendo com que o rosto da pessoa adquira um aspecto mais jovem.